# Marcel Oms
Pour les articles homonymes, voir OMS (homonymie).
Marcel Oms, né le 16 décembre 1931 à Perpignan et mort accidentellement[réf. nécessaire] le 22 juillet 1993, est un historien et critique de cinéma français.

## Biographie
Enseignant à Perpignan (professeur de philosophie au lycée du Clos-Banet), spécialiste du cinéma espagnol, Marcel Oms a collaboré à Positif, CinémAction, Cinéma et aux Cahiers de la Cinémathèque, revue de critique historique du film qu'il a fondée en 1971.
Il a créé à Perpignan le ciné-club Les Amis du cinéma en 1962, le Festival Confrontation en 1965 et, en collaboration avec la cinémathèque de Toulouse, l'Institut Jean-Vigo et ses colloques.

## Publications
- Leopoldo Torre Nilsson, Serdoc, 1962
- Buster Keaton, Serdoc, 1964
- Alexandre Dovjenko, Serdoc, 1968
- Joseph von Sternberg, Anthologie du cinéma, no 60, 1970
- Grigori Kozintsev, Anthologie du cinéma, no 89, 1975
- Carlos Saura, Édilig, 1981
- Don Luis Buñuel, Éditions du Cerf, 1985
- La Guerre d'Espagne au cinéma. Mythes et réalités, Éditions du Cerf, 1986
- Alain Resnais, Rivages, 1988
- Claudia Cardinale, star et femme, Corlet, 1990
- L'Histoire de France au cinéma, avec Pierre Guibbert et Michel Cadé, CinémAction, 1993
- Fonction idéologique de deux films historiques espagnols. Cinéma et société, avec Michel Cadé, Presses universitaires de Perpignan, 1994

## Distinctions
- Chevalier des Arts et des Lettres[4].
- En 1989, il reçoit la Médaille d'or du mérite des beaux-arts du Ministère de l'Éducation, de la Culture et des Sports espagnol[5].